# Valci Júnior
Valci Júnior (født 14. februar 1987) er en brasiliansk fodboldspiller.